# 富山県道301号氷見停車場線
富山県道301号氷見停車場線（とやまけんどう301ごう ひみていしゃじょうせん）とは、富山県氷見市内を通る一般県道（富山県道）である。

## 概要
- 起点：富山県氷見市中伊勢299[1]（＝JR氷見線 氷見駅前・富山県道302号氷見港氷見停車場線終点）
- 終点：富山県氷見市上伊勢48[1]（＝氷見駅口交差点・国道415号（富山県道373号薮田下田子線重複）交点）

## 歴史
- 1960年（昭和35年）4月23日：路線認定[1]。

## 接続道路
- 富山県道302号氷見港氷見停車場線（氷見市伊勢大町1丁目：起点）
- 国道415号（富山県道373号薮田下田子線重複）（氷見市伊勢大町2丁目・氷見駅口交差点：終点）

## 通過する自治体
- 富山県
  - 氷見市

## 周辺
- JR氷見線 氷見駅
- 光明石温泉 有磯の湯
- 氷見伏木信用金庫 本部